# Liza Wang
Ne doit pas être confondu avec Lisa Wang.
Liza Wang, de son vrai nom Wang Ming-chuen (汪明荃, née le 28 août 1947,,) est une diva et actrice hongkongaise, surnommée « Grande Sœur » à Hong Kong, dont la carrière s'étale sur plus de cinq décennies.
Elle est également engagée politiquement en étant déléguée à l'Assemblée nationale populaire de 1988 à 1997 et membre de la Conférence consultative politique du peuple chinois.

## Biographie
Liza Wang est née dans le district de Qingpu à Shanghai en 1947. Elle émigre à Hong Kong en automne 1956 et s'inscrit au premier cours de l'Académie des artistes de Rediffusion Television (en) en 1967. Parmi des milliers de candidats, Liza, 20 ans, est l'une des neuf choisies pour suivre des cours de théâtre. Elle est également la première diplômée de l'académie.

### Actrice
Elle commence à travailler pour Rediffusion Television (renommée plus tard Asia Television (en) et aujourd'hui fermée) avant de rejoindre TVB en 1971. Elle est l'une des membres des Four Golden Flowers (en), un groupe de musique exclusivement féminin. Wang a d'abord fait carrière dans des séries dramatiques.
En 2005, elle reçoit le prix de la meilleure actrice lors du 38e anniversaire de TVB. Elle reçoit ce prix une deuxième fois pour son rôle dans Wars of In-laws (en). Elle avait remporté son premier prix de la meilleure actrice pour la série dramatique The Awakening Story (en) en 2001.

### Chanteuse
Parallèlement à sa carrière d'actrice, Wang mène également une carrière de chanteuse grâce aux chansons de ses séries télévisées. Elle chante autant de la cantopop que de la mandopop et effectue plusieurs duos avec le chanteur Adam Cheng. Elle continue d'interpréter des chansons pour la télévision comme pour la série musicale Glittering Days (en) en 2006.

### Opéra cantonais
Elle s'essaie à des comédies musicales sur scène avant de devenir chanteuse d'opéra cantonais. C'est au sein de cette communauté qu'elle rencontre son futur mari, Law Kar-ying. En 2005, le théâtre Sunbeam de North Point (en), le seul établissement de Hong Kong à proposer des représentations régulières d'opéra cantonais, est prévu de fermer à la suite d'un changement de propriétaire. Wang décide de négocier avec le nouveau propriétaire, qui promet alors de prolonger le contrat avec les équipes d'opéra cantonais. Wang critique ensuite le gouvernement pour son manque de soutien à l'opéra cantonais, et le gouvernement promet d'accorder de l'importance à la demande de Wang.
Wang est présidente de l'Association des artistes chinois de Hong Kong (en) (香港八和會館) de 1992 à 1997, puis de nouveau de 2005 à 2009. En 2007, Wang est récompensée du Prix du patronage artistique Montblanc de la Culture et d'un doctorat honorifique en lettres de l'université municipale de Hong Kong.
En février 2009, Wang se bat pour la restauration du bâtiment de la magistrature de Kowloon nord (en) à Sham Shui Po. Il avait été initialement proposé pour devenir un nouveau centre de formation et de représentation d'opéra cantonais. Le gouvernement de Hong Kong accorde finalement le lieu au Savannah College of Art and Design aux États-Unis . Wang est bouleversée par cette perte et déclare que le gouvernement ne fait que saluer des causes telles que l'opéra cantonais mais sans action concrète. Le bâtiment de la magistrature doit être transformé en une école spécialisée en média digital,.

## Carrière politique

### Demande de permis de retour
Depuis la rétrocession de Hong Kong à la Chine en 1997, le Parti communiste chinois a banni 8 des 25 conseillers législatifs pro-démocrates de Hong Kong. Ils sont interdits de séjour sur le continent, à l'exception des visites organisées par le gouvernement. Le 6 mars 2008, Wang commence à faire connaître la nécessité d'accorder 24 permis de retour à ces politiciens pro-démocratie,.

### Jeux olympiques de Pékin de 2008
Wang mentionne qu'il est opportun d'inviter les pro-démocratie à entrer en Chine continentale à temps pour les Jeux olympiques de Pékin de 2008 : « Le président Jia Qinglin de la Conférence consultative politique du peuple chinois déclare que nous devrions unir les gens de différents secteurs - pourquoi ne pas inclure également les démocrates ? ».
Tam Yiu-chung (en), membre de l'Alliance démocratique pour l'amélioration et le progrès de Hong Kong (en) pro-Pékin, répond que les Jeux olympiques ne sont pas une bonne raison pour modifier ce que le gouvernement central a fait. Ses inquiétudes déconcertent ses collègues de la Conférence consultative politique du peuple chinois. Le membre pro-démocratie Albert Ho déclare que la délivrance d'un permis de visite sur le continent est une chose légitime, bien que n'ayant jamais été mentionné par aucun politicien mais par un artiste. Wang est membre, mais pas membre du comité permanent de la Conférence consultative politique du peuple chinois.

## Travail caritatif
En tant que pilier de la chaîne de télévision TVB, Wang a acquis un statut presque légendaire pour son travail non seulement en tant qu'artiste mais également en tant que philanthrope dans les œuvres sociales et pour améliorer la vie dans les régions rurales de Chine et d'autres régions. À Hong Kong, elle présente également les téléthons sur TVB pour le groupe d'hôpitaux Tung Wah (en) et de nombreux autres organismes de bienfaisance.
Wang, ayant survécu à deux reprises au cancer (d'abord de la thyroïde puis d'un cancer du sein), décide de devenir membre du comité exécutif de la société anti-cancer de Hong Kong. Pendant une série d'émissions radiophoniques informatives qu'elle organise sur RTHK, des médecins spécialistes sont invités à discuter des nombreux types de cancer. Elle aide les œuvres de bienfaisance, et à la sensibilisation et au financement des patients atteints de cancer. Récemment, un concert gratuit a été donné à Tin Shui Wai pour 4 500 résidents. Il a fait le plein et des centaines de personnes ont du été refusées. La foule a empêché des artistes invités comme Miriam Yeung et Denise Ho d'arriver à l'heure. Denise Ho a attribué ce débordement du public à la popularité de Wang.

## Vie privée
Liza Wang s'est mariée au sommet de sa carrière avec l'homme d'affaires Lau Cheong-wah (劉昌華) en décembre 1971. En raison de sa vie bien remplie, le mariage s'est terminé par un divorce en 1983, mais ils sont restés bons amis.
À la fin des années 1980, elle rencontre Law Kar-ying, reconnu publiquement comme son conjoint depuis plus de vingt ans, et l'épouse le 2 mai 2009 à Las Vegas. Originaire de Shanghai, Wang parle couramment le shanghaïen et s'est toujours identifiée comme shanghaïenne.

## Filmographie
| Année     | Titre                                                           | Rôle                            |
| --------- | --------------------------------------------------------------- | ------------------------------- |
| 1974      | Eternal Spring 《永恆的春天》                                   | Mao Yuin-yuin 毛圓圓            |
| 1975      | The Golden Chrysanthemum 《金葉菊》                             | Zhau Yuk-sin 周玉仙             |
| 1975      | Lady with the Lute 《趙五娘》                                   | Zhiu Ng-niong 趙五娘            |
| 1975      | Legend of the Purple Hairpin 《紫釵記》                         | Fok Siu-yuk 霍小玉              |
| 1976      | The Legend of the Book and the Sword 《書劍恩仇錄》             | Fok-ching-tung 霍青桐           |
| 1977      | A House Is Not a Home 《家變》                                  | Lok Lam 洛琳                    |
| 1979      | Over the Rainbow 《天虹》                                       | Leung Pui-yee 梁沛怡            |
| 1979      | Chor Lau-heung 《楚留香》                                       | Shum Wai-san 沈慧珊             |
| 1980      | Yesterday's Glitter 《京華春夢》                                | Ho Yin-chau 賀燕秋              |
| 1981      | Young's Female Warrior 《楊門女將》                             | Muk Gui-yin 穆桂英              |
| 1982      | Love and Passion 《萬水千山總是情》                             | Chong Mung-deep 莊夢蝶          |
| 1984      | Qiu Jin: A Woman To Remember 《秋瑾》                           | Qiu Jin 秋瑾                    |
| 1999      | At the Threshold of an Era 《創世紀》                           | Fong Kin-ping 方健平            |
| 2000      | At the Threshold of an Era 2 《創世紀 II》                      | Fong Kin-ping 方健平            |
| 2001      | The Awakening Story 《婚前昏後》                                | Lam Ho-suet 林皓雪              |
| 2004      | Blade Heart 《血薦軒轅》                                        | Tong Bik 唐碧                   |
| 2005      | Wars of In-Laws 《我的野蠻奶奶》                                | Hei Tap-Lap Shek Lan 喜塔臘鑠蘭 |
| 2005      | The Unforgettables 《名曲滿天星》                               |                                 |
| 2006      | When Rules Turn Loose 《識法代言人》                            | Suen Man-yee 孫敏儀             |
| 2006      | Glittering Days 《東方之珠》                                    | Gam Yin 金燕                    |
| 2008      | Wars of In-Laws 2 《野蠻奶奶大戰戈師奶》                        | Gwo Bik 戈碧                    |
| 2008      | When Easterly Showers Fall on the Sunny West 《東山飄雨西關晴》 | Chong Fung-yi 莊鳳儀            |
| 2010      | OL Supreme 女王辦公室                                           | Lui Siu-fung 雷小鳳             |
| 2010–2011 | Home Troopers 《居家兵團》                                      | Lai Ka-ka 黎嘉嘉                |
| 2011      | Super Snoops 《荃加福祿壽探案》                                 | Sun Chiu-tung 辛潮彤            |
| 2012      | Divas in Distress 《巴不得媽媽》                                | Sheung Ying-hung 商映紅         |
| 2014      | Come On, Cousin 老表，你好hea！                                 | Elle-même                       |
| 2015      | Limelight Years 華麗轉身                                        | Wah Fong-ying 華芳凝            |
| 2015      | Master of Destiny 風雲天地                                      | Kwan Yeuk-nam 關若男            |
| 2018      | Heart and Greed 溏心风暴3                                       | Heung Ching-yi 向清沂           |
| 2018      | My Ages Apart 誇世代                                            | Sheung Hing-chong 尚慶莊        |

### Cinéma
- Singing Darlings (1969)
- Miss Not Home (1970)
- The Sausage Chase (1978)
- Full Moon Scimitar (1979)
- ATM (2015)

## Récompenses
| Année | Prix                   | Catégorie                                            | Série                           | Issue   |
| ----- | ---------------------- | ---------------------------------------------------- | ------------------------------- | ------- |
| 1999  | TVB Anniversary Awards | Rôles féminins les plus mémorables de tous les temps | A House is not a Home           | Lauréat |
| 2000  | TVB Anniversary Awards | Personnage de télévision préféré                     | At the Threshold of an Era (en) | Lauréat |
| 2001  | TVB Anniversary Awards | Meilleure actrice                                    | The Awakening Story (en)        | Lauréat |
| 2001  | TVB Anniversary Awards | Personnage de télévision préféré                     | The Awakening Story (en)        | Lauréat |
| 2005  | TVB Anniversary Awards | Meilleure actrice                                    | Wars of In-laws (en)            | Lauréat |
| 2010  | TVB Anniversary Awards | Meilleure présentatrice                              | Fun With Liza and Gods          | Lauréat |
| 2015  | Starhub TVB Awards     | Meilleure actrice                                    | Limelight Years                 | Lauréat |
| 2015  | Starhub TVB Awards     | Meilleure présentatrice                              | Sunday Songbird                 | Lauréat |

## Distinctions
- Étoile d'argent de bauhinia (en) (2004)[3]
- Meilleure actrice de TVB (2001, 2005)
- Aiguille d'or de RTHK (2005)
- Prix international Montblanc de la Culture (2007)